# Villa Park, California
Villa Park là một thành phố tại quận Cam, tiểu bang California, Hoa Kỳ. Thành phố này bị thành phố Orange bao quanh. Thành phố nằm trong Vùng Đại Los Angeles. Dân số theo điều tra năm 2010 của Cục điều tra dân số Hoa Kỳ là 5812 người, giảm so với 5999 người theo điều tra năm 2000, là thành phố nhỏ nhất quận Cam, California về dân số (La Palma là thành phố nhỏ nhất về diện tích. 